# 盈盛數碼世紀
盈盛數碼世紀有限公司，簡稱盈盛數碼世紀（英語：PROSPER EVISION LIMITED，港交所除牌時0979.HK），是在2000年6月5日由中國盛業集團（香港）有限公司更名而來，當時為中國寬頻有限公司旗下。
當時業務是中國內地經營資科技和多媒體，但由於內地政府未能審批，再加上投資失利，於是長期股價低迷，最後在2003年出售給葉偉樑，並在該年6月4日更名為中國南峰集團有限公司（綠色能源科技集團有限公司前身）。

## 連結
- GreenEnergy.hk （页面存档备份，存于）